# Folketingswahl 2015
- Ø: 14
- F: 7
- A: 47
- Å: 9
- B: 8
- Sonst.: 4
- I: 13
- V: 34
- C: 6
- O: 37

Die Folketingswahl 2015 war die 69. Wahl zum dänischen Parlament Folketing. Sie fand am 18. Juni 2015 statt, nachdem sie von Ministerpräsidentin Helle Thorning-Schmidt am 27. Mai 2015 angesetzt wurde.
Bei der Wahl büßte der rote Block um die Minderheitsregierung der Sozialdemokraten seine knappe Mehrheit im Folketing ein. Thorning-Schmidt trat als Ministerpräsidentin und Parteichefin zurück. Zugleich fiel dem blauen Block um Lars Løkke Rasmussen von der rechtsliberalen Partei Venstre die Aufgabe der Regierungsbildung zu, welche schließlich zur Regierung Lars Løkke Rasmussen II führte. Dass die Dansk Folkeparti um Kristian Thulesen Dahl mehr Wählerstimmen als Venstre erhielt, war für einige Medien überraschend.

## Ausgangslage
Bei der Folketingswahl 2011 wurde die liberale Venstre um Ministerpräsident Lars Løkke Rasmussen wieder stärkste Partei (26,7 % = +0,4 Prozentpunkte). Die Sozialdemokraten hatten 2011 mit Helle Thorning-Schmidt als Spitzenkandidatin 24,8 % erhalten (−0,7 Prozentpunkte), das schlechteste Ergebnis ihrer Geschichte. Die Dansk Folkeparti (DF), die Socialistisk Folkeparti (SF) und Det Konservative Folkeparti hatten 2011 ebenfalls Verluste verzeichnet. Die Gewinner der Wahl 2011 waren die sozialliberale Radikale Venstre (RV), die Enhedsliste (EL) und die Liberal Alliance (LA). Die Kristendemokraterne verfehlten mit 0,8 % den Einzug in das Folketing deutlich. Helle Thorning-Schmidt konnte eine Dreiparteienkoalition ihrer Sozialdemokraten mit Radikale Venstre und der Socialistisk Folkeparti bilden, die von der Enhedsliste toleriert wurde (Regierung Helle Thorning-Schmidt I).
Am 30. Januar 2014 verließ die SF diese Koalition. Thorning-Schmidt bildete eine neue Minderheitsregierung mit der Radikale Venstre; diese wurde weiterhin von der rot-grünen Enhedsliste und der SF toleriert.
Bei der Europawahl in Dänemark 2014 legte die Dansk Folkeparti (DF) mehr als zehn Prozentpunkte zu und wurde erstmals in ihrer Geschichte stärkste Partei bei einer nationalen Wahl, während Venstre, Sozialdemokraten, Socialistisk Folkeparti und Konservative Verluste verzeichneten. Die von der rot-grünen Enhedsliste unterstützte Folkebevægelsen mod EU, Radikale Venstre und Liberal Alliance konnten anders als die DF nur mäßig von den Verlusten der anderen Parteien profitieren.

### Umfrageergebnisse im Wahljahr
Kurz vor der Wahl sahen die Meinungsforschungsinstitute die Sozialdemokraten bei etwa 25–26 Prozent und damit leicht über ihrem letzten Ergebnis bei der Folketingswahl 2011. Während Radikale Venstre und Socialistisk Folkeparti beide bei circa fünf Prozent und damit etwa vier Punkte unter ihrem Resultat im Jahre 2011 lagen, wurde der rot-grünen Enhedsliste eine Verbesserung ihres Ergebnisses prognostiziert. Der neuen Partei Alternativet, die sich Ende 2013 von der Radikale Venstre abgespalten hatte, wurde ein sicherer Einzug ins Parlament mit fünf Prozent vorhergesagt.
Der liberalen Venstre wurde ein Einbruch von 26,7 auf 19–21 Prozent vorhergesagt. Im Gegenzug lag die Dansk Folkeparti nur leicht hinter der Venstre und damit klar über ihrem letzten Ergebnis. Der Liberal Alliance wurde ein deutlicher Zugewinn vorhergesagt, während den Konservativen mit drei bis vier Prozent ein Unterbieten des Ergebnisses von 2011 vorhergesagt wurde. Ein Einzug der Kristendemokraterne galt als äußerst unwahrscheinlich.
Die blaue Allianz von Venstre, Dansk Folkeparti, Liberal Alliance, Konservativen und Kristendemokraterne lag kurz vor der Wahl meist gleichauf mit der roten Allianz um Sozialdemokraten, Radikale Venstre, Socialistisk Folkeparti, Enhedslisten und Alternativet. Beide erreichten bei den letzten Umfragen vor der Wahl jeweils 49–51 Prozent, wobei eine Mehrheit zugunsten des konservativ-liberalen Blockes etwas wahrscheinlicher schien.

## Antretende Parteien

Spitzenkandidaten der dänischen Parteien zur Folketingswahl
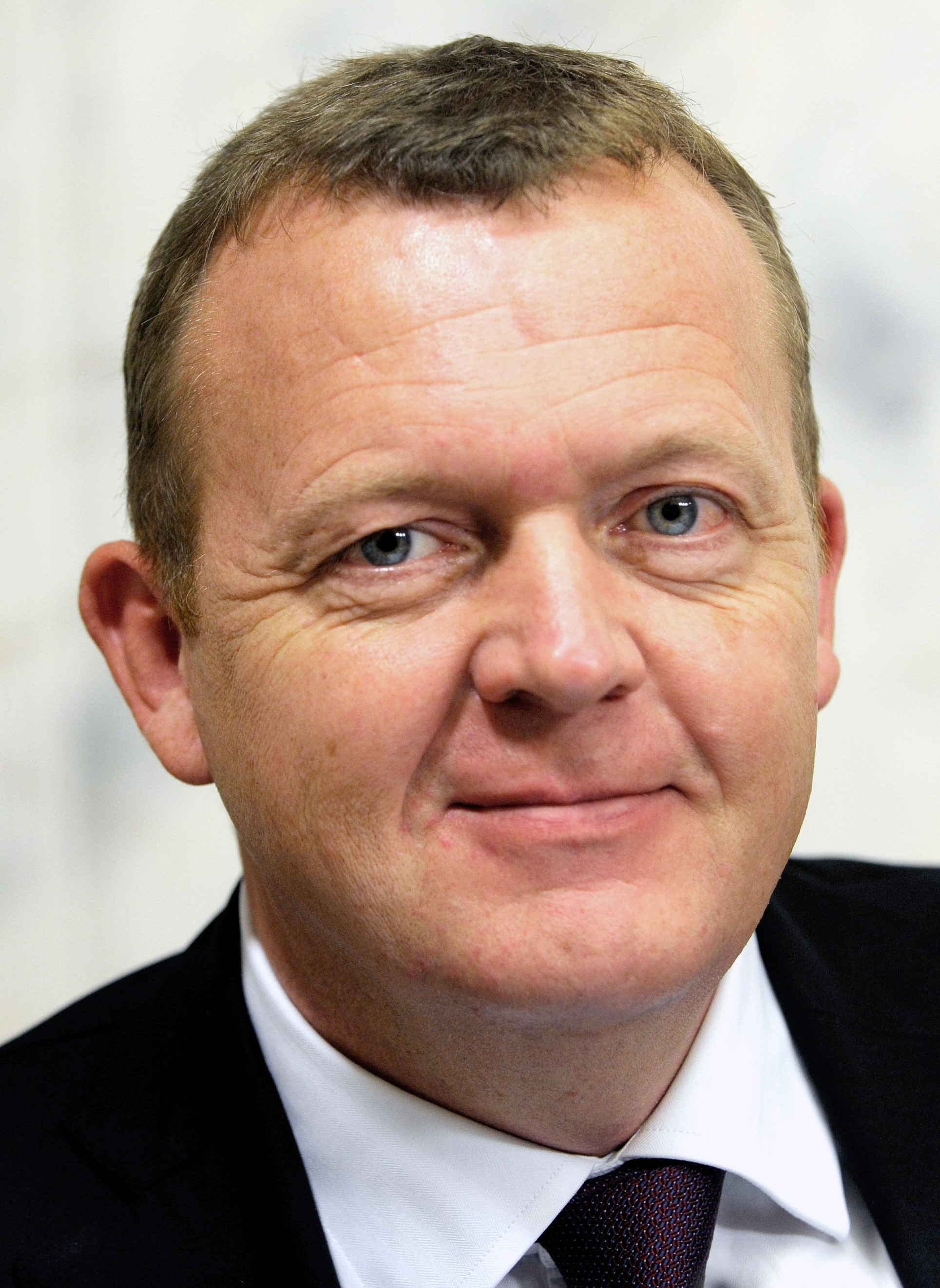
Lars Løkke Rasmussen (V)
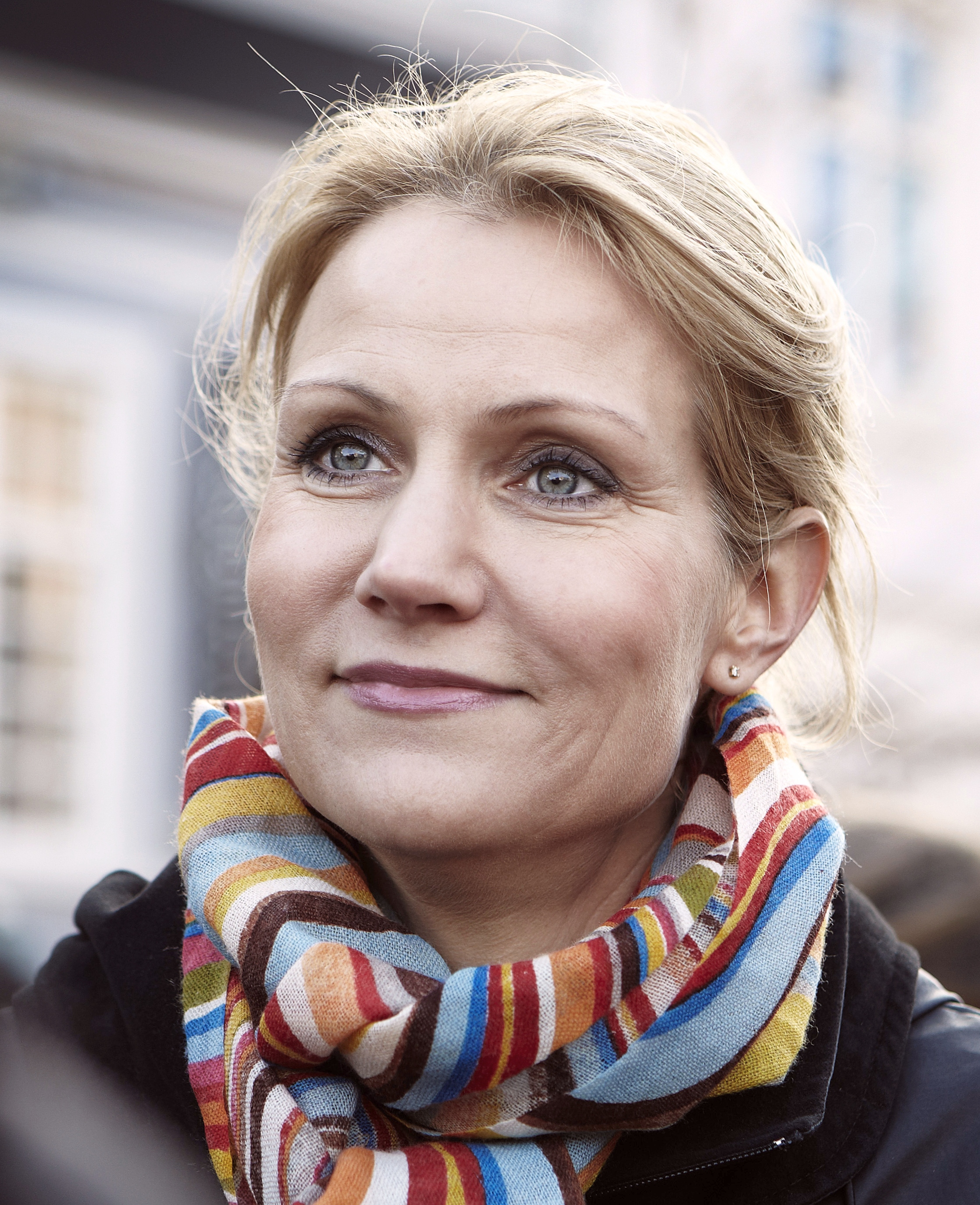
Helle Thorning-Schmidt (A)
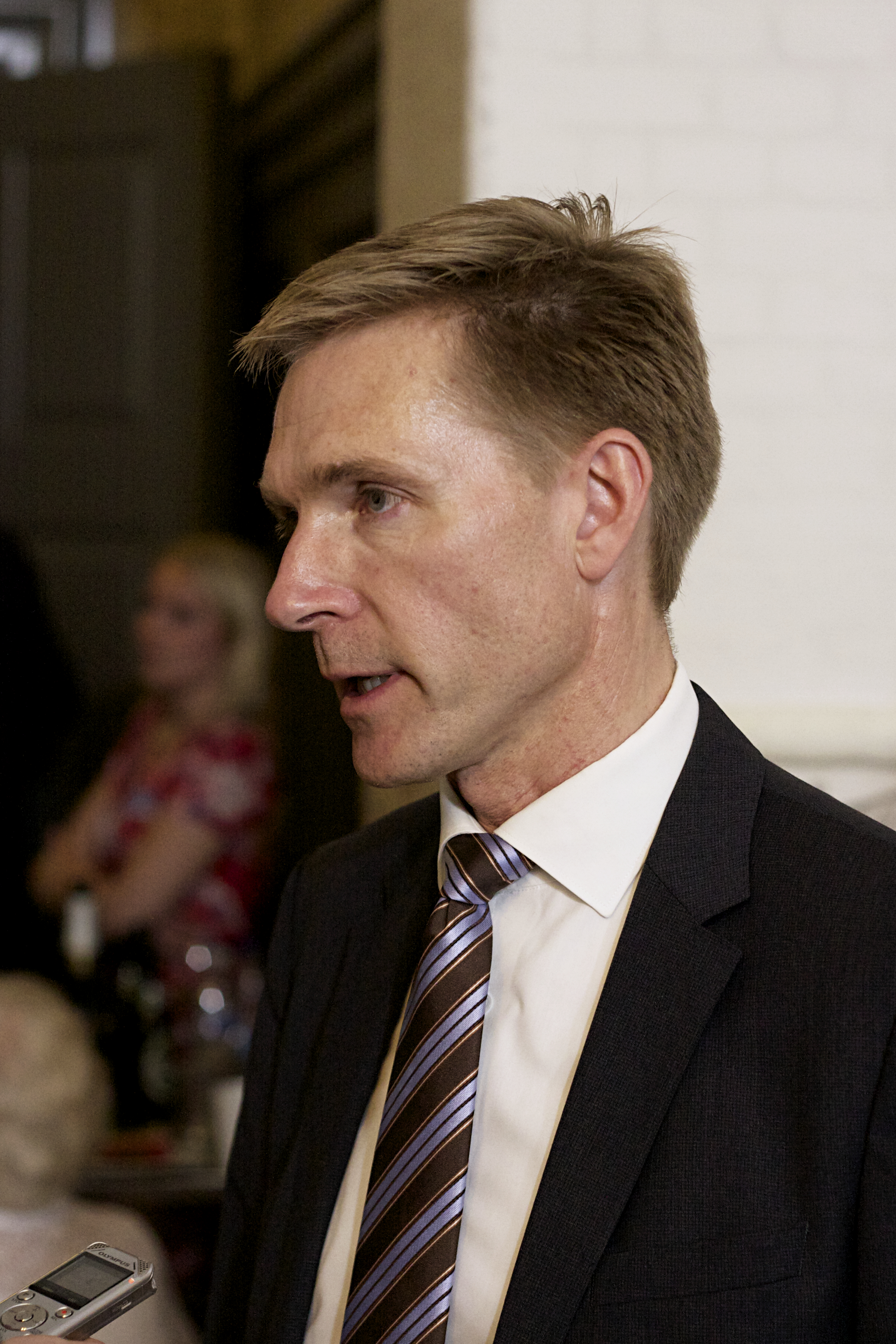
Kristian Thulesen Dahl (O)
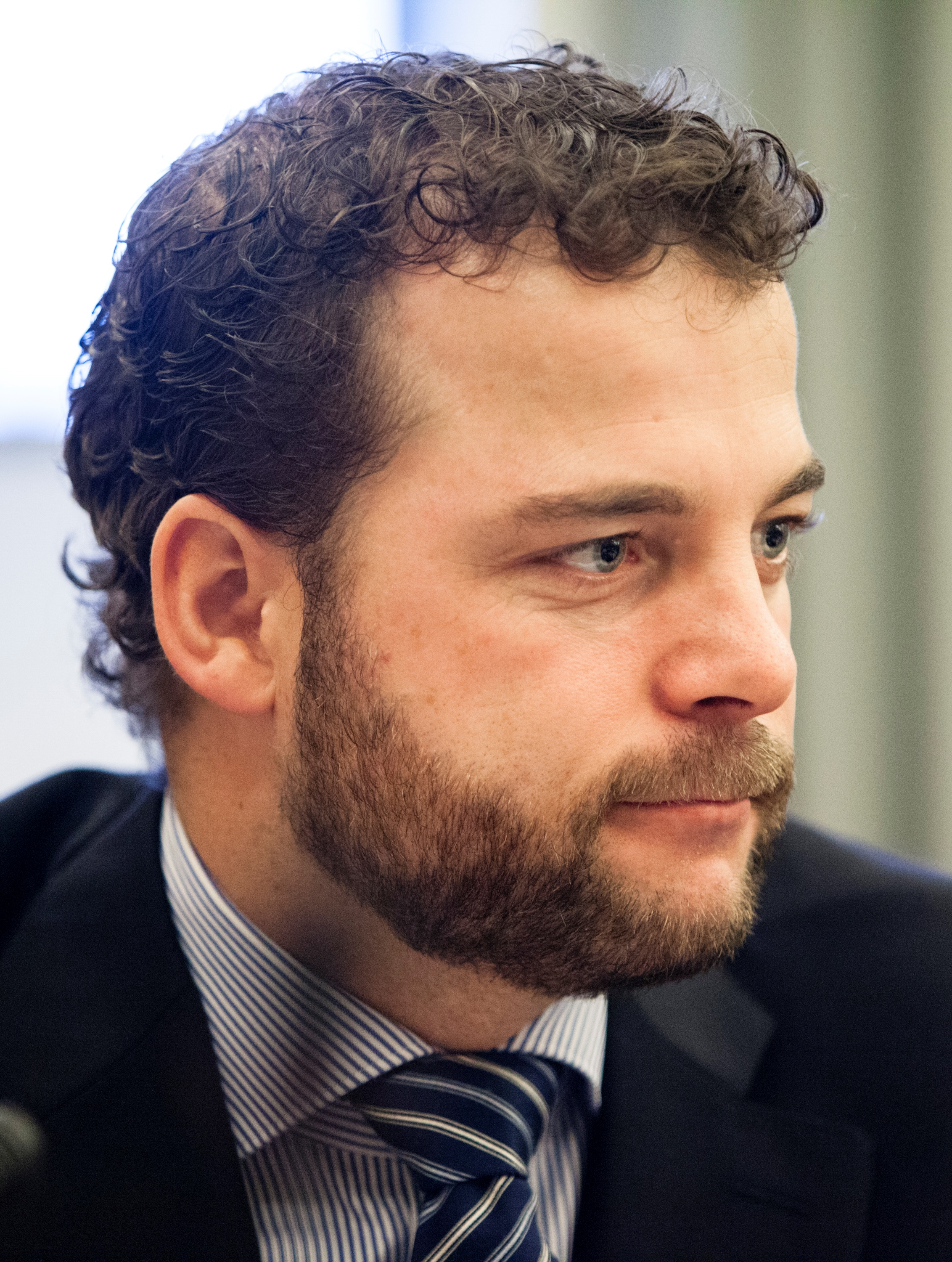
Morten Østergaard (B)
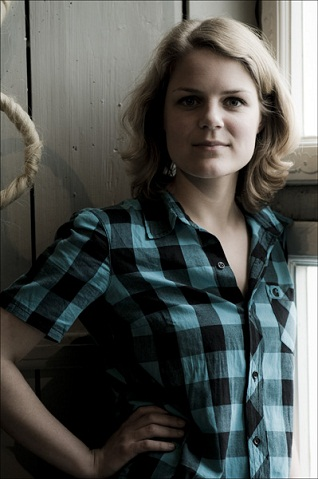
Johanne Schmidt-Nielsen (mit Wahlkomitee) (Ø)
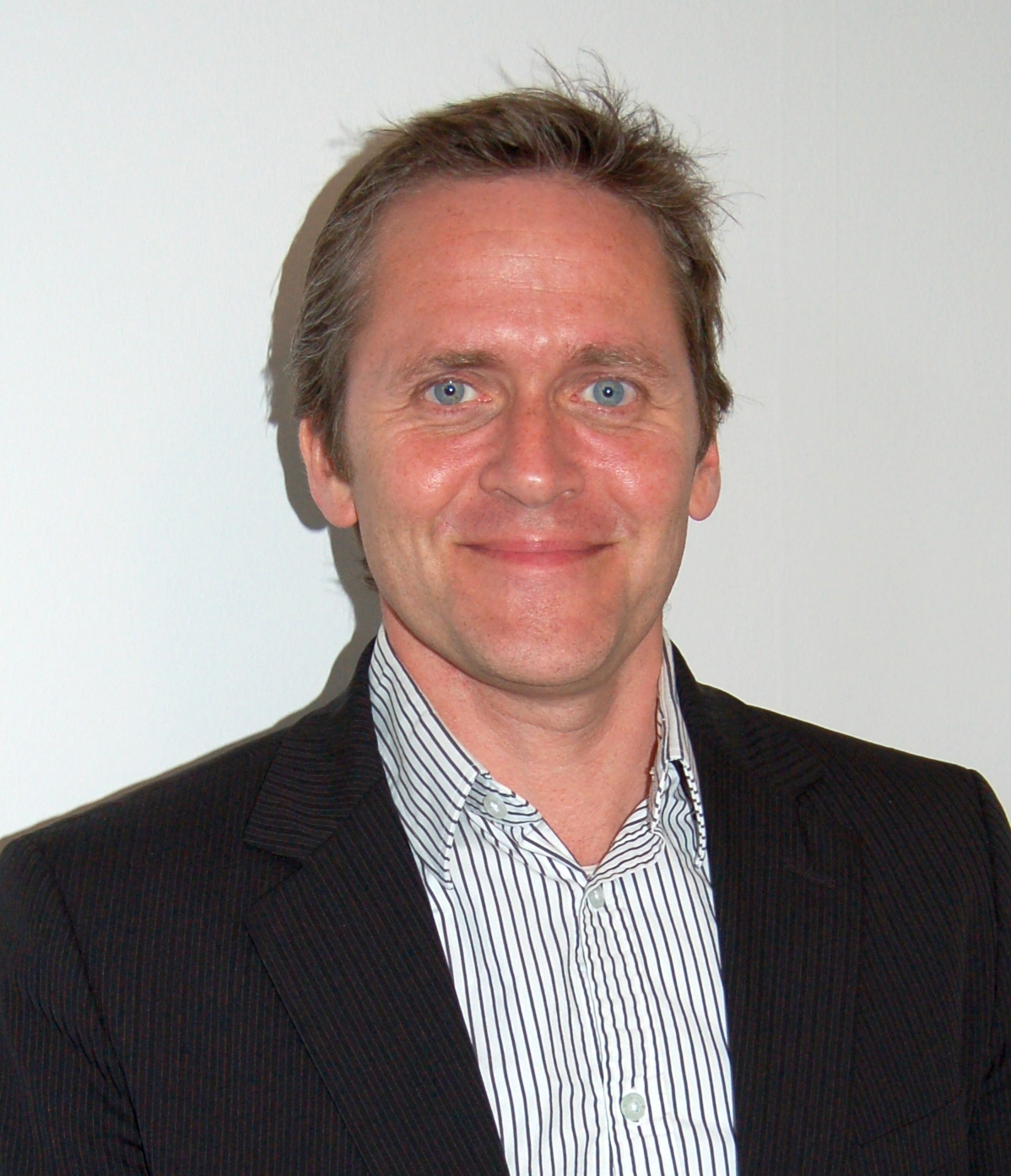
Anders Samuelsen (I)
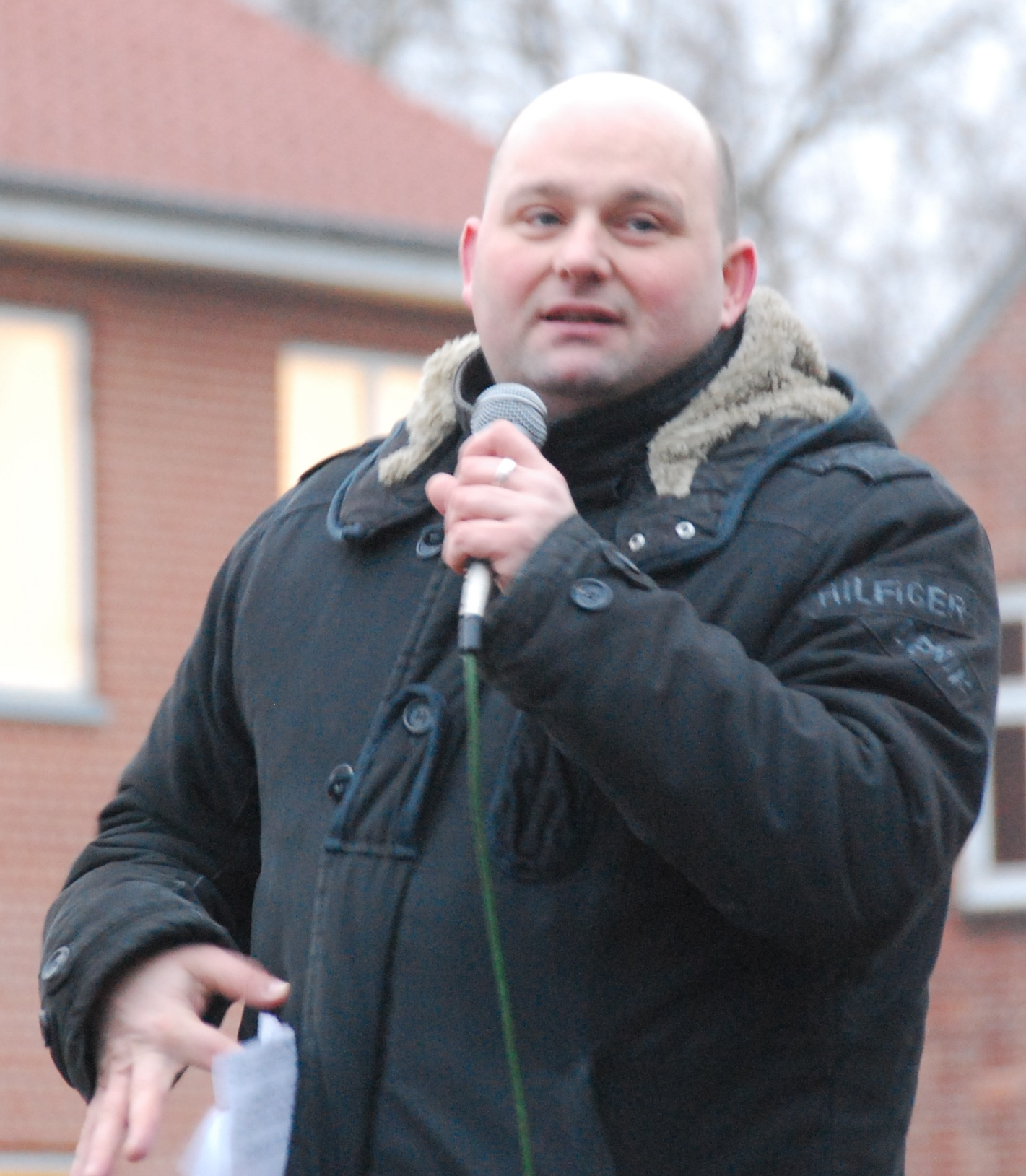
Søren Pape Poulsen (C)
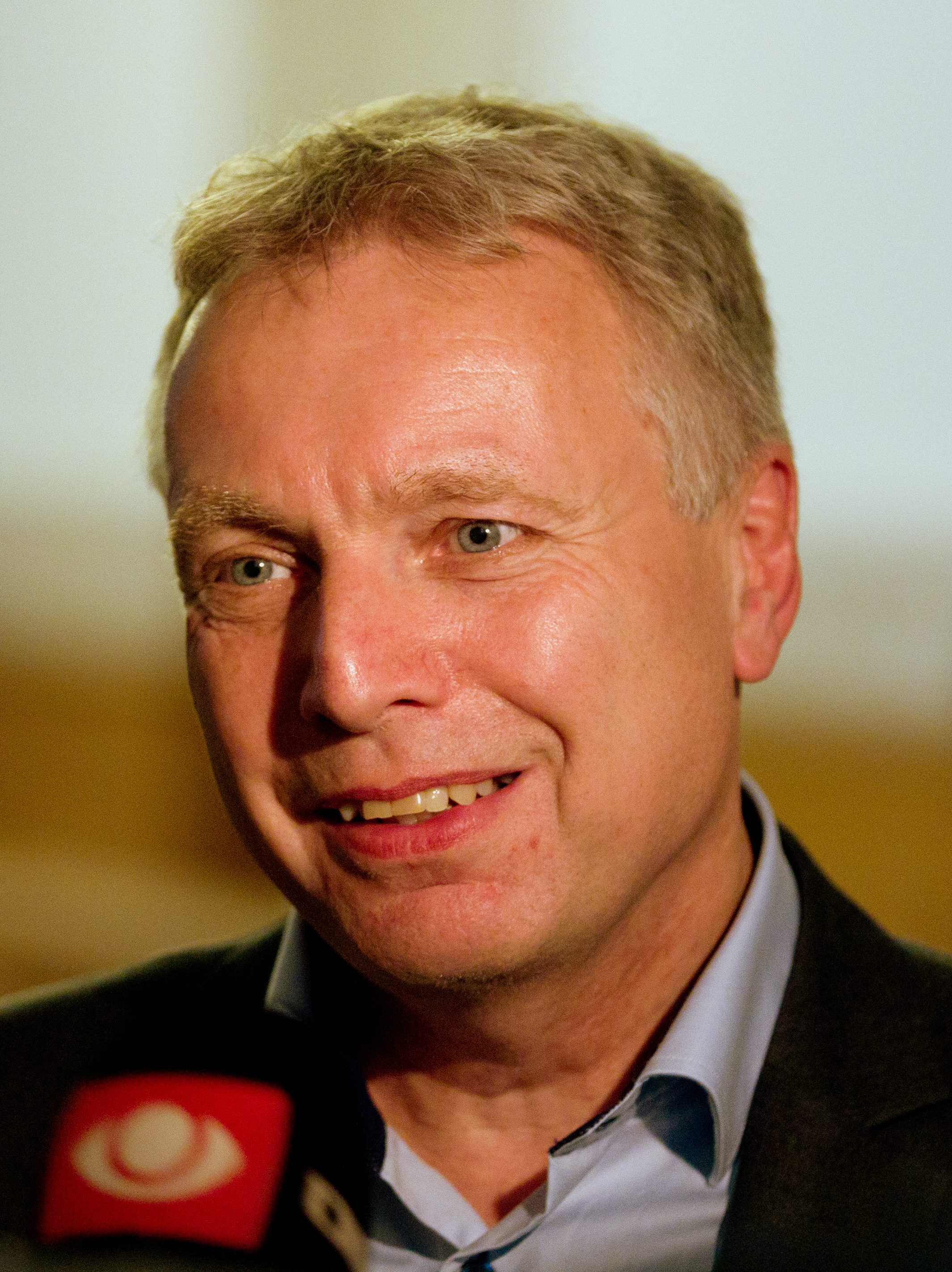
Uffe Elbæk (Å)
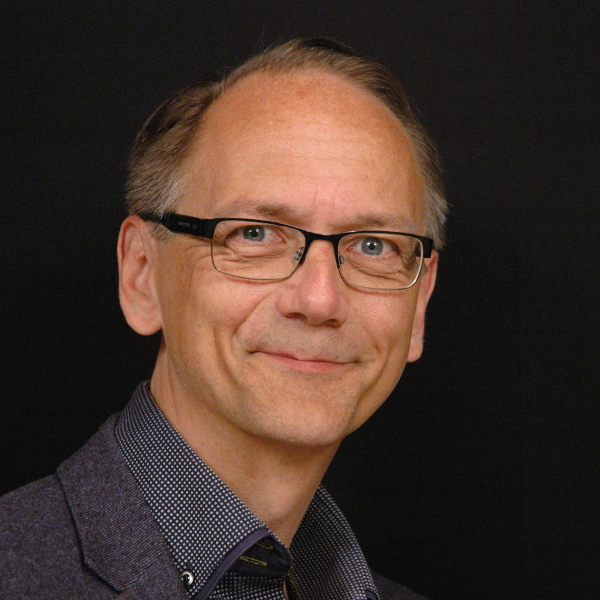
Stig Grenov (K)

Zu den dänischen Buchstabenbezeichnungen siehe Parteibuchstaben.

### Dänemark
- Venstre (V) – Lars Løkke Rasmussen
- Socialdemokraterne (A) – Helle Thorning-Schmidt
- Dansk Folkeparti (O) – Kristian Thulesen Dahl
- Det Radikale Venstre (B) – Morten Østergaard
- Socialistisk Folkeparti (F) – Pia Olsen Dyhr
- Enhedslisten – de rød-grønne (Ø) – Wahlkomitee
- Liberal Alliance (I) – Anders Samuelsen
- Det Konservative Folkeparti (C) – Søren Pape Poulsen
- Alternativet (Å) – Uffe Elbæk
- Kristendemokraterne (K) – Stig Grenov

### Färöer
- Sambandsflokkurin (B)
- Javnaðarflokkurin (C)
- Tjóðveldi (E)
- Fólkaflokkurin (A)
- Miðflokkurin (H)
- Sjálvstýrisflokkurin (D)
- Framsókn (F)

### Grönland
- Siumut (S)
- Inuit Ataqatigiit (IA)
- Atassut (A)
- Demokraatit (D)
- Partii Naleraq (PN)

## Ergebnisse

### Dänemark

Stimmenstärkste Parteien in den 92 Aufstellungswahlkreisen (opstillingskredse).

Stimmenstärkste Parteien in den 10 Großwahlkreisen (storkredse)

Die Wahlkreise sind wie folgt aufgeteilt:
In den drei Landesteilen (Dänisch, plural Landsdele) Seeland-Süddänemark (Sjælland-Syddanmark), Hauptstadtregion (Hovedstaden) und Mitteljütland-Nordjütland (Midtjylland-Nordjylland) gibt es insgesamt zehn Mehrpersonenwahlkreise, die als Großwahlkreise (Storkredse) bezeichnet werden. In diesen werden zunächst 135 Wahlkreismandate (kredsmandater) vergeben. Dabei spielt die geographische Größe der Großwahlkreise eine Rolle: je größer ein Gebiet ist, desto mehr kredsmandater werden in diesem vergeben. Auf die drei Landesteile werden danach 40 Ausgleichsmandate (tillægsmandater) verteilt.
Von den Großwahlkreisen sind die 92 Aufstellungswahlkreise (opstillingskredse) zu unterscheiden. Die Politiker stehen zwar hier auf den Stimmzetteln, aber sie repräsentieren im Folketinget die Großwahlkreise. Die eigentlichen Wahlkreise sind also die Großwahlkreise, nicht die Aufstellungswahlkreise.

#### Dänemark insgesamt
| Logo                       | Logo               | Partei                                             | Liste              | Stimmen   | Prozent | ± %  | Sitze | ± Sitze |
| -------------------------- | ------------------ | -------------------------------------------------- | ------------------ | --------- | ------- | ---- | ----- | ------- |
|                            |                    | Socialdemokraterne Sozialdemokraten                | A                  | 0.924.940 | 26,3    | +1,5 | 47    | +3      |
|                            |                    | Dansk Folkeparti Dänische Volkspartei              | O                  | 0.741.746 | 21,1    | +8,8 | 37    | +15     |
|                            |                    | Venstre Liberale Partei                            | V                  | 0.685.188 | 19,5    | −7,2 | 34    | −13     |
|                            |                    | Enhedslisten – de rød-grønne Einheitsliste         | Ø                  | 0.274.463 | 07,8    | +1,1 | 14    | +2      |
|                            |                    | Liberal Alliance Liberale Allianz                  | I                  | 0.265.129 | 07,5    | +2,5 | 13    | +4      |
|                            |                    | Alternativet Die Alternative                       | Å                  | 0.168.788 | 04,8    | neu  | 09    | neu     |
|                            |                    | Det Radikale Venstre Sozialliberale                | B                  | 0.161.009 | 04,6    | −4,9 | 08    | −9      |
|                            |                    | Socialistisk Folkeparti Sozialistische Volkspartei | F                  | 0.147.578 | 04,2    | −5,0 | 07    | −9      |
|                            |                    | Det Konservative Folkeparti Konservative           | C                  | 0.118.003 | 03,4    | −1,5 | 06    | −2      |
|                            |                    | Kristendemokraterne Christdemokraten               | K                  | 0.029.077 | 00,8    | ±0,0 | —     | —       |
|                            | Einzelbewerber     | Einzelbewerber                                     | Einzelbewerber     | 0.003.066 | 00,1    | —    | —     | —       |
| Gesamt                     | Gesamt             | Gesamt                                             | Gesamt             | 3.518.987 | 100     | —    | 175   | —       |
|                            |                    |                                                    |                    |           |         |      |       |         |
| Ungültige Stimmen          | Ungültige Stimmen  | Ungültige Stimmen                                  | Ungültige Stimmen  | 0.041.073 | 01,2    | +0,2 |       |         |
| Abgegebene Stimmen         | Abgegebene Stimmen | Abgegebene Stimmen                                 | Abgegebene Stimmen | 3.560.060 | 85,9    | −1,8 |       |         |
| Wahlberechtigte            | Wahlberechtigte    | Wahlberechtigte                                    | Wahlberechtigte    | 4.145.321 |         |      |       |         |
|                            |                    |                                                    |                    |           |         |      |       |         |
| Quelle: Danmarks Statistik |                    |                                                    |                    |           |         |      |       |         |

Roter Block Blauer Block

#### Ergebnis nach Landesteilen und Großwahlkreisen
Im Folgenden sind die Ergebnisse in den drei Landesteilen bzw. 10 Großwahlkreisen dargestellt. Bemerkenswert bei der Wahl war das regional unterschiedliche Stimmverhalten. In Seeland-Süddänemark, der Grenzregion zu Deutschland, gewann die Dansk Folkeparti deutlich überproportional an Stimmen. Mit 25,6 Prozent lag sie nur knapp hinter den Sozialdemokraten, welche 26,6 Prozent erreichten. In Westjütland erreichte die Venstre ihr bestes Regionalergebnis und wurde mit 27,4 % zur lokal stärksten Partei. In der Hauptstadtregion um Kopenhagen sind traditionell rot-grüne und linke Parteigruppierungen stärker als im Landesdurchschnitt. Die Enhedsliste erreichte in Kopenhagen mit 16,4 % ihr landesweit bestes und die Venstre mit 10,3 % ihr landesweit schlechtestes Ergebnis. Die Sozialdemokraten erzielten mit 33,5 % auf Bornholm ihr landesweit bestes Ergebnis.
| Großwahlkreis / Landesteil  | Großwahlkreis / Landesteil | A    | B   | C   | F    | I    | K    | O    | V    | Ø    | Å    | Übrige |
| --------------------------- | -------------------------- | ---- | --- | --- | ---- | ---- | ---- | ---- | ---- | ---- | ---- | ------ |
| Hovedstaden                 | Hovedstaden                | 24,6 | 7,1 | 4,1 | 5,2  | 09,2 | 0,5  | 16,2 | 14,7 | 11,0 | 07,2 | 0,1    |
|                             | Københavns Storkreds       | 22,3 | 9,4 | 3,1 | 6,5  | 08,8 | 0,4  | 11,4 | 10,3 | 16,4 | 11,2 | 0,0    |
| Københavns Omegns Storkreds | 29,1                       | 5,4  | 4,5 | 4,7 | 08,4 | 0,4  | 20,1 | 14,8 | 08,2 | 04,4 | 0,0  |        |
| Nordsjællands Storkreds     | 22,6                       | 6,1  | 5,3 | 3,9 | 11,4 | 0,6  | 18,8 | 20,6 | 06,3 | 04,5 | 0,0  |        |
| Bornholms Storkreds         | 33,5                       | 1,6  | 1,7 | 2,8 | 04,0 | 2,9  | 19,9 | 20,3 | 08,4 | 05,0 | 0,0  |        |
| Sjælland-Syddanmark         | Sjælland-Syddanmark        | 26,6 | 3,2 | 2,8 | 3,7  | 06,7 | 0,6  | 25,6 | 20,6 | 06,6 | 03,4 | 0,0    |
|                             | Sjællands Storkreds        | 27,9 | 3,2 | 2,9 | 3,9  | 06,2 | 0,4  | 25,6 | 19,6 | 06,7 | 03,5 | 0,0    |
| Fyns Storkreds              | 28,9                       | 3,4  | 3,5 | 4,4 | 06,5 | 0,4  | 21,8 | 18,2 | 08,5 | 04,5 | 0,0  |        |
| Sydjyllands Storkreds       | 23,5                       | 3,1  | 2,2 | 3,0 | 07,5 | 1,1  | 28,4 | 23,5 | 05,1 | 02,6 | 0,0  |        |
| Midtjylland-Nordjylland     | Midtjylland-Nordjylland    | 26,3 | 4,6 | 3,4 | 4,2  | 07,5 | 0,8  | 21,1 | 19,5 | 07,8 | 04,8 | 0,1    |
|                             | Østjyllands Storkreds      | 27,3 | 4,9 | 2,8 | 4,4  | 08,3 | 1,0  | 18,9 | 18,7 | 07,4 | 06,1 | 0,0    |
| Vestjyllands Storkreds      | 24,5                       | 2,8  | 4,9 | 3,6 | 05,9 | 2,3  | 21,3 | 27,4 | 04,5 | 02,6 | 0,0  |        |
| Nordjyllands Storkreds      | 30,0                       | 3,1  | 2,7 | 3,3 | 05,9 | 0,9  | 21,9 | 23,2 | 06,1 | 02,8 | 0,0  |        |

#### Mandatszuteilung
Die folgende Tabelle zeigt die Zahl der Wahlkreismandate, die in den jeweiligen Wahlkreisen zugeteilt wurden. In Klammern angegeben ist zudem die Zahl der Ausgleichsmandate, die zusätzlich an Kandidaten aus dem Wahlkreis fielen.
| Wahl                        | Gesamt | A     | B     | C     | F     | I     | O     | V     | Ø     | Å     |
| --------------------------- | ------ | ----- | ----- | ----- | ----- | ----- | ----- | ----- | ----- | ----- |
| Københavns Storkreds        | 16 (1) | 4 —   | 1 —   | 0 —   | 1 —   | 1 (1) | 2 —   | 2 —   | 3 —   | 2 —   |
| Københavns Omegns Storkreds | 11 (4) | 4 —   | 0 (1) | 0 (1) | 0 (1) | 1 —   | 3 —   | 2 —   | 1 —   | 0 (1) |
| Nordsjællands Storkreds     | 10 (6) | 3 —   | 0 (1) | 0 (1) | 0 (1) | 1 (1) | 2 (1) | 3 —   | 1 —   | 0 (1) |
| Bornholms Storkreds         | 2      | 1     | 0     | 0     | 0     | 0     | 0     | 1     | 0     | 0     |
| Sjællands Storkreds         | 20 (7) | 7 (1) | 0 (1) | 0 (1) | 1 —   | 1 —   | 6 (1) | 4 (1) | 1 (1) | 0 (1) |
| Fyns Storkreds              | 12 (6) | 4 (1) | 0 —   | 0 (1) | 0 (1) | 1 —   | 3 (1) | 3 —   | 1 (1) | 0 (1) |
| Sydjyllands Storkreds       | 18 (2) | 5 —   | 0 (1) | 0 —   | 0 —   | 1 (1) | 4 —   | 4 —   | 1 —   | 0 —   |
| Østjyllands Storkreds       | 18 (6) | 6 (1) | 1 —   | 0 (1) | 0 (1) | 1 (1) | 4 (1) | 4 —   | 1 (1) | 1 —   |
| Vestjyllands Storkreds      | 13 (4) | 4 —   | 0 (1) | 0 (1) | 0 —   | 1 —   | 3 —   | 5 —   | 0 (1) | 0 (1) |
| Nordjyllands Storkreds      | 15 (4) | 5 (1) | 0 (1) | 0 —   | 0 (1) | 1 —   | 4 —   | 4 —   | 1 —   | 0 (1) |

### Färöer
| Partei                     | Partei                                       | Liste                          | Stimmen | Stimmen | Stimmen | Mandate | Mandate | Listenintern bestplatziert |
| Partei                     | Partei                                       | Liste                          | Anzahl  | %       | +/−     | Anzahl  | +/−     | Listenintern bestplatziert |
| -------------------------- | -------------------------------------------- | ------------------------------ | ------- | ------- | ------- | ------- | ------- | -------------------------- |
|                            | Tjóðveldi Republikaner                       | E                              | 05.718  | 24,5    | +5,2    | 1       | +1      | Høgni Hoydal               |
|                            | Javnaðarflokkurin Sozialdemokraten           | C                              | 05.670  | 24,3    | +3,3    | 1       | ±0      | Sjúrður Skaale             |
|                            | Sambandsflokkurin Unionisten                 | B                              | 05.496  | 23,5    | −7,2    | —       | −1      | Edmund Joensen             |
|                            | Fólkaflokkurin Volkspartei                   | A                              | 4.384   | 18,7    | −0,3    | —       | —       | Annika Olsen               |
|                            | Framsókn Fortschritt                         | F                              | 00.744  | 03,2    | neu     | —       | —       | Poul Michelsen             |
|                            | Miðflokkurin Zentrumspartei                  | H                              | 00.605  | 02,6    | −1,6    | —       | —       | Jenis av Rana              |
|                            | Sjálvstýrisflokkurin Selbstverwaltungspartei | D                              | 00.400  | 01,7    | −0,6    | —       | —       | Jógvan Skorheim            |
|                            | Zakarias Wang (Einzelbewerber)               | Zakarias Wang (Einzelbewerber) | 00.347  | 01,5    | —       | —       | —       | —                          |
| Gesamt                     | Gesamt                                       | Gesamt                         | 23.364  | 100     | —       | 2       | —       | —                          |
|                            |                                              |                                |         |         |         |         |         |                            |
| Ungültige Stimmen          | Ungültige Stimmen                            | Ungültige Stimmen              | 00.216  | 0,9     | −0,5    |         |         |                            |
| Abgegebene Stimmen         | Abgegebene Stimmen                           | Abgegebene Stimmen             | 23.580  | 65,6    | +6,7    |         |         |                            |
| Wahlberechtigte            | Wahlberechtigte                              | Wahlberechtigte                | 35.607  |         |         |         |         |                            |
|                            |                                              |                                |         |         |         |         |         |                            |
| Quelle: Danmarks Statistik |                                              |                                |         |         |         |         |         |                            |

### Grönland
| Partei                     | Partei                                   | Liste              | Stimmen | Stimmen | Stimmen | Mandate | Mandate | Listenintern bestplatziert |
| Partei                     | Partei                                   | Liste              | Anzahl  | %       | +/−     | Anzahl  | +/−     | Listenintern bestplatziert |
| -------------------------- | ---------------------------------------- | ------------------ | ------- | ------- | ------- | ------- | ------- | -------------------------- |
|                            | Inuit Ataqatigiit Gemeinschaft der Inuit | IA                 | 07.914  | 39,2    | −3,4    | 1       | ±0      | Aaja Chemnitz Larsen       |
|                            | Siumut Vorwärts                          | S                  | 07.854  | 38,9    | +1,7    | 1       | ±0      | Aleqa Hammond              |
|                            | Demokraatit Demokraten                   | D                  | 01.852  | 09,2    | −3,4    | —       | —       | Randi Vestergaard Evaldsen |
|                            | Atassut Gemeinsinn                       | A                  | 01.528  | 07,6    | +0,0    | —       | —       | Steen Lynge                |
|                            | Partii Naleraq Partei der Peilmarke      | PN                 | 01.058  | 05,2    | neu     | —       | —       | Per Rosing-Petersen        |
| Gesamt                     | Gesamt                                   | Gesamt             | 20.206  | 100     | —       | 2       | —       | —                          |
|                            |                                          |                    |         |         |         |         |         |                            |
| Ungültige Stimmen          | Ungültige Stimmen                        | Ungültige Stimmen  | 00.482  | 2,3     | −2,1    |         |         |                            |
| Abgegebene Stimmen         | Abgegebene Stimmen                       | Abgegebene Stimmen | 20.688  | 50,4    | −7,1    |         |         |                            |
| Wahlberechtigte            | Wahlberechtigte                          | Wahlberechtigte    | 41.048  |         |         |         |         |                            |
|                            |                                          |                    |         |         |         |         |         |                            |
| Quelle: Danmarks Statistik |                                          |                    |         |         |         |         |         |                            |

## Regierungsbildung
Am Tag nach der Wahl trat Ministerpräsidentin Helle Thorning-Schmidt zurück. Am 20. Juni beauftragte die Königin den Venstre-Vorsitzenden Lars Løkke Rasmussen mit der Regierungsbildung. Der strebte zunächst eine Koalitionsregierung aller Parteien des blauen Blocks an. Da Dansk Folkeparti, Liberal Alliance und Det Konservative Folkeparti aber aus verschiedenen Gründen nicht in die Regierung eintreten wollten, bildete er eine Regierung, die nur aus Mitgliedern seiner Venstre-Partei bestand. Die Regierung Lars Løkke Rasmussen II wurde am 28. Juni 2015 vereidigt. 2017 wurde eine sog. „Kleeblattregierung“ aus Venstre, Liberal Alliance und Det Konservative Folkeparti gebildet, wobei Løkke Ministerpräsident blieb.